# Farida Sedhane
Farida Sedhane , née le 22 janvier 1978 à Skikda , est une footballeuse internationale algérienne jouant au poste d'attaquante.

## Biographie

### Carrière en club
Sedhane joue pour la Hamra Annaba (1997-1998) et A.S.W.Bejaia (1998-1999)et A.S.E. Bejaia (1999-2003)  et l'ASE Alger Centre (2003-) en Algérie.

### Carrière internationale
Sedhane est sélectionnée pour l'Algérie de la Coupe d'Afrique féminine des nations, en 2004